# المبادرة الوطنية للتنمية البشرية
المبادرة الوطنية للتنمية البشرية المعروفة اختصارا ب INDH هي مشروع تنموي ملكي انطلق رسمياً بعد الخطاب الملكي في 18 ماي2005، ويستهدف تحسين الأوضاع الاقتصادية والاجتماعية للفئات الفقيرة وجعل المواطن المغربي أساس الرهان التنموي، وذلك عبر تبني منهج تنظيمي خاص قوامه الاندماج والمشاركة.
تهدف المبادرة الوطنية للتنمية البشرية، إلى محاربة الفقر والهشاشة والإقصاء الاجتماعي، ومساهمة المواطنين المعنيين في تشخيص حاجياتهم ومطالبهم وتحقيقها، إضافة إلى الحكامة الجيدة مع إشراك كل الفاعلين في التنمية وفي اتخاذ القرار.
وتمحورت المبادرة في مرحلتها الأولى (2005-2010) حول أربعة برامج، استهدفت مختلف الفئات الاجتماعية، وتتمثل في إطلاق برنامج محاربة الفقر في الوسط القروي، وبرنامج محاربة الإقصاء الاجتماعي في الوسط الحضري، برنامج محاربة الهشاشة، إضافة إلى برنامج يهم جميع الجماعات القروية والحضرية غير المستهدفة.
أما المرحلة الثانية للمبادرة (2011-2015)، فقد أعطت دفعة قوية للمبادرة، تجلت في الرفع من الغلاف المالي المخصص لها، واستهداف مئات من الجماعات القروية والأحياء الحضرية الفقيرة، إضافة إلى استهداف مليون مستفيد قاطن ب 3300 دوار، ينتمي إلى 22 إقليم معزول أو جبلي.
المرحلة الثالثة من المبادرة الوطنية للتنمية البشرية، (2019-2023)، التي أشرف جلالة الملك محمد السادس على انطلاقتها يوم الأربعاء 19 شتنبر 2018، تسعى إلى تحصين المكتسبات السابقة، وترتكز على أربعة برامج:
أولهاتدارك الخصاص على مستوى البنيات التحتية والخدمات الأساسية بالمجالات الترابية الأقل تجهيزا، من أجل فك العزلة وتحسين الظروف السوسيو - اقتصادية للفئات المعوزة،
فيما يهم البرنامج الثاني مواكبة الأشخاص في وضعية هشاشة، ويهدف إلى التكفل وإعادة الإدماج الاجتماعي للفئات الهشة،
ويروم البرنامج الثالث، تحسين الدخل والإدماج الاقتصادي للشباب، باعتماد مقاربة ترابية مبنية على مواكبة القرب وتثمين المؤهلات والثروات المحلية،
بينما يهدف البرنامج الرابع إلى دعم التنمية البشرية للأجيال الصاعدة، من خلال الاستثمار في الرأسمال البشري.

## البرامج
برامج المرحلة الأولى
محاربة الفقر في الوسط القروي
محاربة الإقصاء الاجتماعي بالوسط الحضري
264 حي
محاربة الهشاشة
8 فئات ذات أولوية
البرنامج الأفقي
الجماعات الترابية الغير مستهدفة حسب المعايير المعتمدة في البرامج الأخرى
التأهيل الترابي
3.300 دوار على مستوى 22 إقليم وعمالة
برامج المرحلة الثانية
محاربة الفقر في الوسط القروي
702 جماعة
محاربة الاقصاء في الوسط الحضري
532 حي
محاربة الهشاشة
10 فئات ذات أولوية
البرنامج الأفقي
الجماعات الترابية الغير مستهدفة حسب المعاييرالمعتمدة في البرامج الأخرى
التأهيل الترابي
3300 دوار على مستوى 22 إقليم وعمالة
برامج المرحلة الثالثة
تدارك الخصاص على مستوى البنيات التحتية والخدمات الأساسية الاجتماعية
مواكبة الأشخاص في وضعية هشاشة
تحسين الدخل والإدماج الاقتصادي للشباب
الدفع بالتنمية البشرية للأجيال الصاعدة

## تفصيل البرامج
- برنامج تدارك الخصاص في البنيات التحتية والخدمات الاجتماعية الأساسية:  يهدف هذا البرنامج إلى تقليص الفوارق الاجتماعية والمجالية من خلال استهداف المناطق ذات الخصاص في التجهيزات الأساسية في مجالات الصحة، والتعليم، والتزود بالماء الصالح للشرب، والكهرباء القروية، والبنية التحتية الطرقية.
- برنامج مواكبة الأشخاص في وضعية هشاشة:  يركز هذا البرنامج على حماية الطفولة والشباب، والإدماج السوسيو-اقتصادي للفئات الهشة، ومساعدة المسنين والمرضى وذوي الاحتياجات الخاصة.
- برنامج تحسين الدخل والإدماج الاقتصادي للشباب:  يدعم هذا البرنامج ريادة الأعمال والاقتصاد الاجتماعي والتضامني، ويهدف إلى مساعدة الشباب على إطلاق مشاريعهم الخاصة وتحسين دخلهم.
- برنامج الدفع بالتنمية البشرية للأجيال الصاعدة:  يركز هذا البرنامج على دعم الأم والطفل، والتعليم والتفتح لدى الشباب، بهدف تحسين صحة الأمهات والأطفال والحد من وفياتهم، وتحسين مستوى التعليم والتمدرس.[3]

## وصلات خارجية
- الموقع الرسمي للمبادرة

---